# Neau

Neau este o comună în departamentul Mayenne, Franța. În 2009 avea o populație de 697 de locuitori.